# Małgorzata Leśniewicz
Małgorzata Leśniewicz (ur. 29 kwietnia 1963) – polska lekkoatletka, wieloboistka, medalistka mistrzostw Polski.

## Kariera sportowa
Była zawodniczką Lechii Gdańsk.
Na mistrzostwach Polski seniorów na otwartym stadionie zdobyła jeden medal: brązowy w siedmioboju w 1990. W 1980 została halową wicemistrzynią Polski seniorek w pięcioboju.
Rekord życiowy w siedmioboju – 5523 (17.09.1989).